# Championnats d'Afrique de judo 1983
Navigation
Édition précédente Édition suivante
Les championnats d'Afrique de judo 1983 se déroulent du 30 juillet au 4 août 1983 à Dakar, au Sénégal.

## Présentation
Il s'agit de la septième édition des championnats d'Afrique de judo. Avant la compétition, le bilan des six premières éditions était :
| Rang  | Nation        | Or | Argent | Bronze | Total |
| ----- | ------------- | -- | ------ | ------ | ----- |
| 1     | Sénégal       | 22 | 13     | 15     | 50    |
| 2     | Tunisie       | 13 | 10     | 10     | 33    |
| 3     | Maroc         | 5  | 11     | 15     | 31    |
| 4     | Égypte        | 4  | 10     | 6      | 20    |
| 5     | Madagascar    | 1  | 1      | 2      | 4     |
| 6     | Côte d'Ivoire | 1  | 0      | 10     | 11    |
| 7     | Cameroun      | 0  | 3      | 4      | 7     |
| 8     | Nigeria       | 0  | 1      | 3      | 4     |
| 9     | Haute-Volta   | 0  | 0      | 5      | 5     |
| 10    | Zimbabwe      | 0  | 0      | 2      | 2     |
| 11    | Angola        | 0  | 0      | 1      | 1     |
| 12    | Mali          | 0  | 0      | 1      | 1     |
| Total | Total         | 46 | 49     | 74     | 169   |

À noter également qu'il s'agit de la première participation de l'Algérie.

## Médaillés
Les médaillés sont les suivants, :
| Épreuves                          | Or                         | Argent               | Bronze                 |
| --------------------------------- | -------------------------- | -------------------- | ---------------------- |
| Moins de 60 kg Poids super-légers | Ahmed Moussa (ALG)         | Mesbah (EGY)         | ?                      |
| Moins de 66 kg Poids mi-légers    | ? (EGY)                    | ?                    | ?                      |
| Moins de 71 kg Poids légers       | ? (EGY)                    |                      | Abdelkader Fahli (ALG) |
| Moins de 78 kg Poids mi-moyens    | Farid Latreche (ALG)       | Naach (MAR)          | ?                      |
| Moins de 86 kg Poids moyens       | Ankiling Diabone (SEN)     | ?                    | ?                      |
| Moins de 95 kg Poids mi-lourds    | Abdel Majid Senoussi (TUN) | Djamel Fares (ALG)   | ?                      |
| Plus de 95 kg Poids lourds        | Mohamed Rashwan (EGY)      | Abdoulaye Koté (SEN) | Saidani (ALG)          |
| Open Toutes catégories            | ? (EGY)                    | ?                    | Abdoulaye Koté (SEN)   |
| Compétition par équipes           | Sénégal                    | Algérie              | Maroc Tunisie          |

## Résultats

### Compétition par équipes
En éliminatoires, l'Algérie bat la Côte d'Ivoire (7-0) et le Maroc (4-2). En finale, le Sénégal bat l'Algérie (4-3) :
- Ahmed Moussa (Algérie) bat Souni (Sénégal) par ippon
- Sadkou (Sénégal) bat Ouarab (Algérie) par yuko
- Djillali Ben Brahim (Algérie) bat Diané (Sénégal) par koka
- Farid Latreche (Algérie) bat Faye (Sénégal)
- W. Aridiabouni (Sénégal) bat Salah Noureddine Djenane (Algérie) par koka.
- Abdoulaye Koté (Sénégal) bat Saidani (Algérie) par koka
- Dabo (Sénégal) bat Adda Berkane (Algérie) par ippon

## Tableau des médailles
Le tableau des médailles par nations est le suivant (hors compétition par équipes) :
| Rang  | Nation  | Or | Argent | Bronze | Total |
| ----- | ------- | -- | ------ | ------ | ----- |
| 1     | Égypte  | 4  | 2      | 1      | 7     |
| 2     | Algérie | 2  | 1      | 2      | 5     |
| 3     | Tunisie | 2  | 3      | 2      | 7     |
| 4     | Sénégal | 1  | 1      | 4      | 6     |
| 5     | Maroc   | 0  | 4      | 0      | 4     |
| Total | Total   | 9  | 11     | 9      | 29    |